# CRISPR-Cas13
CRISPR-Cas13 это РНК-нуклеаза которую можно использовать для целенаправленной деградации РНК. Ферменты Cas13 имеют два эндоРНКазных домена HEPN (Higher Eukaryotes and Prokaryotes Nucleotide-binding). Для нацеливания этот фермент использует направляющую РНК (gRNA).  После активации путем спаривания между последовательностью CRISPR РНК (crРНК) и комплементарной одноцепочечной РНК (ssРНК)-мишенью эффектор Cas13 вызывает расщепление РНК-мишени, При этом для активации рибонуклеазы Cas13 требуется почти идеальная комплементарность между целевой РНК и Cas13-ассоциированной направляющей РНК. Поскольку программируемая последовательность направляющей РНК Cas13 примерно в три раза больше, чем исходная последовательность кшРНК, опосредованный CRISPR-Cas13 сайленсинг транскрипции дает исследователям большую избирательность цели. Еще одним преимуществом является то, что Cas13 не требует последовательности PAM (Protospacer adjacent motif— мотив, смежный с протоспейсером), что теоретически позволяет ему нацеливаться практически на любую область РНК.
Однако в отличие от белков Argonaute, которые разрезают только комплементарные РНК в цис-положении, Cas13 помимо комплементарных РНК в цис-положении может разрушить и близлежащие некомплементарные РНК в транс-положении, что ограничивает применение некоторых подтипов Cas13 in vivo. Это связано с тем, что нуклеазные домены Cas13 расположены на открытой поверхности белка вдали от кармана связывания crРНК с целевой РНК.
Однако не все системы CRISPR Cas13 одинаковы, некоторые из них позволяют минимизировать побочные эффекты. Так, высокоточный вариант с мутацией Cas13d-N2V8, названный hfCas13d (high-fidelity Cas13d), демонстрирует активность нокдауна РНК, аналогичную Cas13 дикого типа, но не обнаруживает существенных побочных повреждений у трансгенных мышей. Новый подход к редактированию генов с использованием фермента hfCas13d, нацеленного на РНК, более безопасен, поскольку РНК представляют собой временные молекулы, которые существуют в клетке только в течение короткого периода времени и не интегрируются в геном. Поэтому системы точного редактирования РНК с помощью CRISPR-Cas13 потенциально могут использоваться в терапевтических целях, когда желательно временное изменение функционирования клеток. Так, например, разработаны компактные ферменты Cas13bt-REPAIR, которые можно поместить в аденовирусный вектор AAV и с его помощью редактировать функционально значимые мишени такие как сайты фосфорилирования белков. В частности, путем редактирования кодона в сайте, который способствует деградации бета-катенина при фосфорилировании, удалось в 52-раза увеличить  передачу сигналов пути Wnt/бета-катенина, необходимого для стимуляции регенерации печени.
Путем слияния каталитически дезактивированного фермента Cas13d с фактором инициации трансляции IF-3 удалось получить программируемый активатор трансляции белков dCasRx-IF3 и с его помощью на посттранскрипционном уровне избирательно усилить синтез определенных белков.

### Cas12a2
Нацеленный на РНК и управляемый РНК фермент Cas12a2 также как Cas13d идентифицирует и расщепляет чужеродную РНК в клетках. Это ограничивает рост зараженных клеток, что позволяет остановить распространение инфекции на другие клетки.